# منطقة جبل سمعان
منطقة جبل سمعان أو منطقة حلب منطقة سورية إدارية تتبع محافظة حلب ومركزها مدينة حلب، بلغ تعداد سكان المنطقة 2,413,878 نسمة حسب التعداد السكاني لعام 2004.

## نواحي منطقة جبل سمعان
- ناحية مركز جبل سمعان
- ناحية تل الضمان
- ناحية الحاضر
- ناحية حريتان
- ناحية دارة عزة
- ناحية الزربة
- ناحية زمار

ناحية الأتارب ويتبع لها عدة قرى(كفرناصح سمعان.كفركرمين.بابكة.باتبو.أبين سمعان.الجينة.كفرنوران.كفرحلب.ميزناز.أرناز.الشيخ علي.تديل.عاجل.أورم الصغرى.أورم الكبرىٰ.كفرجوم.كفرناها.كفرتعال.كفرعمة.الأبزمو.كفرحور.السحارة.التوامة.خان العسل.يوجدقرى اخرى ايضاً)